# Уруть
Уру́ть, или Перистоли́стник или Водоперица (лат. Myriophýllum) — род травянистых растений семейства Сланоягодниковые (Haloragaceae).

## Этимология названия
Научное латинское название рода Myriophýllum образовано от греч. myri — бесчисленные и phyll — лист.

## Ботаническое описание

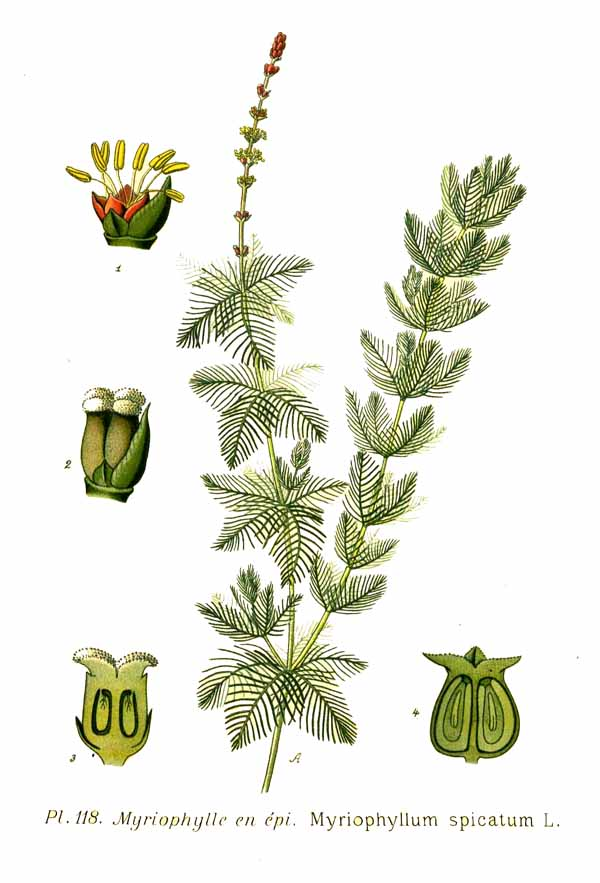
Уруть колосовая (Myriophyllum spicatum).

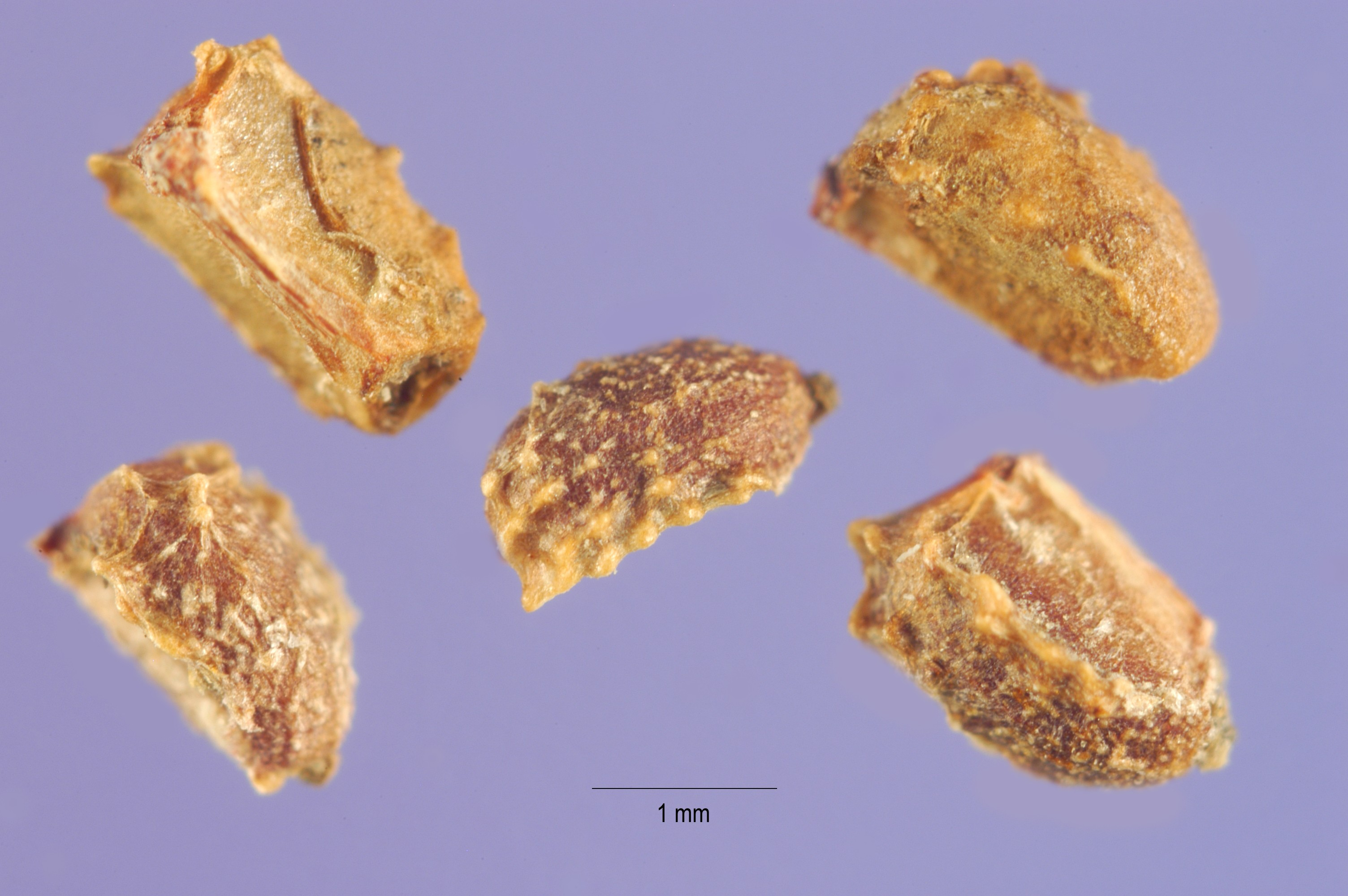
Семена урути колосовой

Однолетние или многолетние травянистые растения, растут полностью погружёнными в воду или чуть выступают из неё (гидрофиты). Есть корневища. Стебли ветвятся слабо. Эластичность стеблей позволяет растениям не ломаться, а лишь пригибаться под натиском течения и потом принимать исходное положение.
Главной отличительной чертой урути являются её листья. Они перьевидные, собраны в мутовки по 3—4. Это отличает уруть от других водных растений. Редко листья очерёдные. Имеет место гетерофиллия — на одном и том же растении листья, находящиеся вне воды, мельче и жёстче чем те, что погружены в её толщу, кроме того, их надводные листья нерассечены.
Растения двудомные или однодомные. Кроме того, уруть обладает ещё одним уникальным свойством: она — единственное погружённое в воду растение, чьи генеративные почки выступают над водой. Соцветия тонкие, зелёные и поэтому малозаметные. Они содержат 2—4 однополых, реже двуполых мелких цветка. Мужские и двуполые цветки имеют 2—8 тычинок. В женских и двуполых цветках имеется нижняя завязь, разделённая на 4 (редко 2) отсека. На завязи отчетливо видны 4 рубца, так как столбик отсутствует. В женских цветках нередко отсутствуют лепестки.
Плод — четырёхдольный схизокарпий, каждая из долей содержит одно семя.

## Распространение и экология
Представители рода распространены практически повсеместно. Больше всего видов встречается в Австралии. В Китае произрастает 11 видов.
Уруть — пресноводное растение, произрастает в озёрах и прудах на глубине от 50 до 200 см. На большей глубине растения расти не могут из-за недостатка освещения. Лишь в очень чистых и бедных планктоном озёрах они встречаются на уровне нескольких дециметров.

## Хозяйственное значение и применение

### Аквариумистика
Некоторые виды — уруть бразильская, уруть мутовчатая, уруть очерёдноцветковая, уруть повейниковидная, уруть разнолистная, уруть хвостниковидная — используются в качестве аквариумных растений. Питомники, продающие уруть, выращивают её на сырой почве и при высокой влажности. Выращенные таким способом растения лучше растут и обильнее формируют поросль, чем те, что росли в толще воды. Впрочем, продаются и выращенные в воде саженцы. Выросшие вне воды растения следует адаптировать к ней постепенно. Для этого надо посадить саженцы в богатую питательными веществами почву и каждый день повышать уровень воды на 1 см до тех пор, пока она не достигнет предельного уровня воды в аквариуме. При таком способе растения растут очень быстро.

### Другие применения
Плоды и семена являются кормом для водоплавающих птиц, принимающих участие в семенном и вегетативном размножении.

### Инвазивность
Три вида (Myriophyllum aquaticum, Myriophyllum heterophyllum и Myriophyllum spicatum) заражают озёра, природные водные пути и ирригационные каналы в Северной Америке. Гидротехническая служба долины реки Теннесси обнаружила уруть в своих водах в 1960-х. Оно не признало существенной ценность урути как пищевого растения или сырья для промышленности и стало бороться с ней химикатами и понижением уровня воды. Предполагается, что водяные лилии Nelumbo lutea лишат уруть солнечного света. Численность широко распространённого инвазивного вида урути колосовой (Myriophyllum spicatum) также контролируется гербицидами, содержащими дикват дибромида. Контроль может также осуществляться при помощи осторожного механического воздействия, однако это приведёт только к разделению растения на части, которые потом превратятся в отдельные растения.
В 2007 году профессор Салли Шелдон (англ. Sallie Sheldon) из Миддлбери-колледжа сообщил, что водный долгоносик Euhrychiopsis lecontei, питающийся исключительно урутью, является эффективным средством защиты от неё.

## Классификация

### Таксономия
Myriophyllum L., 1753, Sp. Pl. : 992
Род Уруть относится к семейству Сланоягодниковые (Haloragaceae) порядка Камнеломкоцветные (Saxifragales). Таксономическая схема в соответствии с Системой APG IV по состоянию на декабрь 2023 года:
|  |                          |  |                                   |                                   |                            |  | еще 14 семейств |             |             |                                                             |
|  |                          |  |                                   |                                   |                            |  |                 |             |             | 69 подтвержденных видов и 18 видов, ожидающих подтверждения |
|  |                          |  |                                   | порядок Камнеломкоцветные         |                            |  |                 |             | род Уруть   |                                                             |
|  |                          |  |                                   | порядок Камнеломкоцветные         |                            |  |                 |             | род Уруть   |                                                             |
|  | клада Цветковые растения |  |                                   |                                   | семейство Сланоягодниковые |  |                 |             |             |                                                             |
|  | клада Цветковые растения |  |                                   |                                   |                            |  |                 |             |             |                                                             |
|  |                          |  | ещё 63 порядка цветковых растений | ещё 63 порядка цветковых растений |                            |  |                 | еще 6 родов | еще 6 родов |                                                             |
|  |                          |  |                                   | ещё 63 порядка цветковых растений |                            |  |                 |             | еще 6 родов |                                                             |

### Виды
- Myriophyllum alpinum Orchard
- Myriophyllum alterniflorum DC. — Уруть очерёдноцветковая, или Уруть сменноцветковая
- Myriophyllum amphibium Labill.
- Myriophyllum aquaticum (Vell.) Verdc. — Уруть бразильская
- Myriophyllum artesium Halford & Fensham
- Myriophyllum austropygmaeum Orchard
- Myriophyllum axilliflorum Baker
- Myriophyllum bonii Tardieu
- Myriophyllum callitrichoides Orchard
- Myriophyllum caput-medusae Orchard
- Myriophyllum coronatum Meijden
- Myriophyllum costatum Orchard
- Myriophyllum crispatum Orchard
- Myriophyllum decussatum Orchard
- Myriophyllum dicoccum F.Muell.
- Myriophyllum drummondii Benth.
- Myriophyllum echinatum Orchard
- Myriophyllum exasperatum D.Wang, D.Yu & Z.Yu Li
- Myriophyllum farwellii Morong
- Myriophyllum filiforme Benth.
- Myriophyllum glomeratum Schindl.
- Myriophyllum gracile Benth.
- Myriophyllum heterophyllum Michx. — Уруть разнолистная
- Myriophyllum hippuroides Nutt. — Уруть хвостниковидная
- Myriophyllum humile (Raf.) Morong
- Myriophyllum implicatum Orchard
- Myriophyllum indicum Willd.
- Myriophyllum integrifolium Hook.f.
- Myriophyllum intermedium DC.
- Myriophyllum jacobsii M.L.Moody
- Myriophyllum lapidicola Orchard
- Myriophyllum latifolium F.Muell.
- Myriophyllum laxum Shuttlew. ex Chapm.
- Myriophyllum limnophilum Orchard
- Myriophyllum lophatum Orchard
- Myriophyllum mattogrossense Hoehne
- Myriophyllum mattogrossensis Hoehne
- Myriophyllum mezianum Schindl.
- Myriophyllum muelleri Sond.
- Myriophyllum muricatum Orchard
- Myriophyllum oguraense Miki
- Myriophyllum oliganthum (Wight & Arn.) F.Muell.
- Myriophyllum papillosum Orchard
- Myriophyllum pedunculatum Hook.f.
- Myriophyllum petraeum Orchard
- Myriophyllum pinnatum (Walter) Britton, Sterns & Poggenb.
- Myriophyllum porcatum Orchard
- Myriophyllum pygmaeum Mattf.
- Myriophyllum quitense Kunth — Уруть повейниковидная
- Myriophyllum robustum Hook.f.
- Myriophyllum salsugineum Orchard
- Myriophyllum siamense (Craib) Tardieu
- Myriophyllum sibiricum Kom. — Уруть сибирская
- Myriophyllum simulans Orchard
- Myriophyllum sparsiflorum C.Wright
- Myriophyllum spicatum L. — Уруть колосистая, или Уруть колосоваяtypus[1]
- Myriophyllum striatocarpum M.D.Barrett, M.L.Moody & R.L.Barrett
- Myriophyllum striatum Orchard
- Myriophyllum tenellum Bigelow
- Myriophyllum tetrandrum Roxb.
- Myriophyllum tillaeoides Diels
- Myriophyllum trachycarpum F.Muell.
- Myriophyllum trifidum (Nees) M.L.Moody & Les
- Myriophyllum triphyllum Orchard
- Myriophyllum tuberculatum Roxb.
- Myriophyllum ussuriense Maxim. — Уруть уссурийская
- Myriophyllum verrucosum Lindl.
- Myriophyllum verticillatum L. — Уруть мутовчатая
- Myriophyllum votschii Schindl.

### Синонимы
- Meziella Schindl.
- Pelonastes Hook.f.
- Pentapterophyllon Hill
- Sphondylastrum Rchb.
- Vinkia Meijden

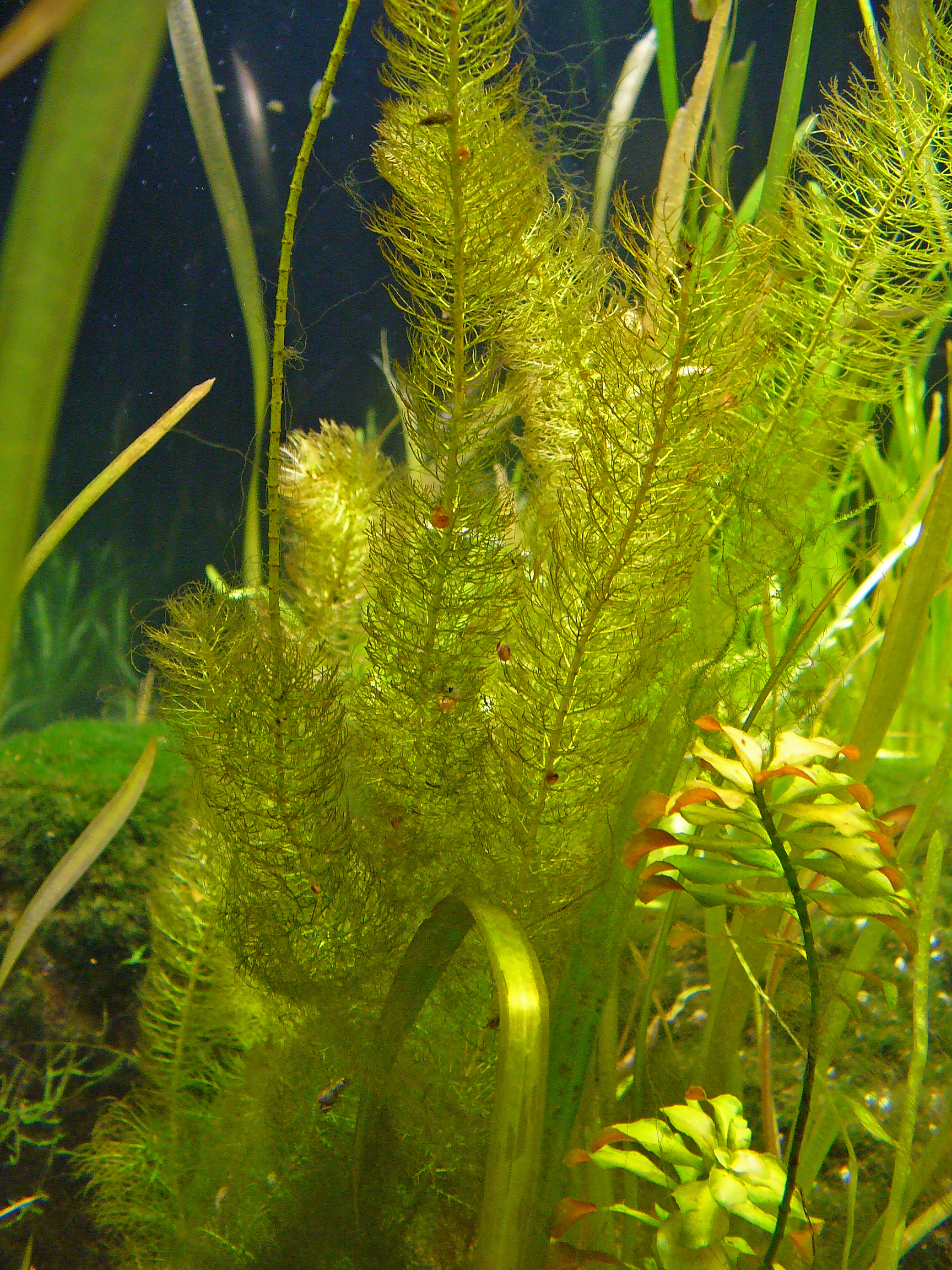
Уруть хвостниковидная (Myriophyllum hippuroides)
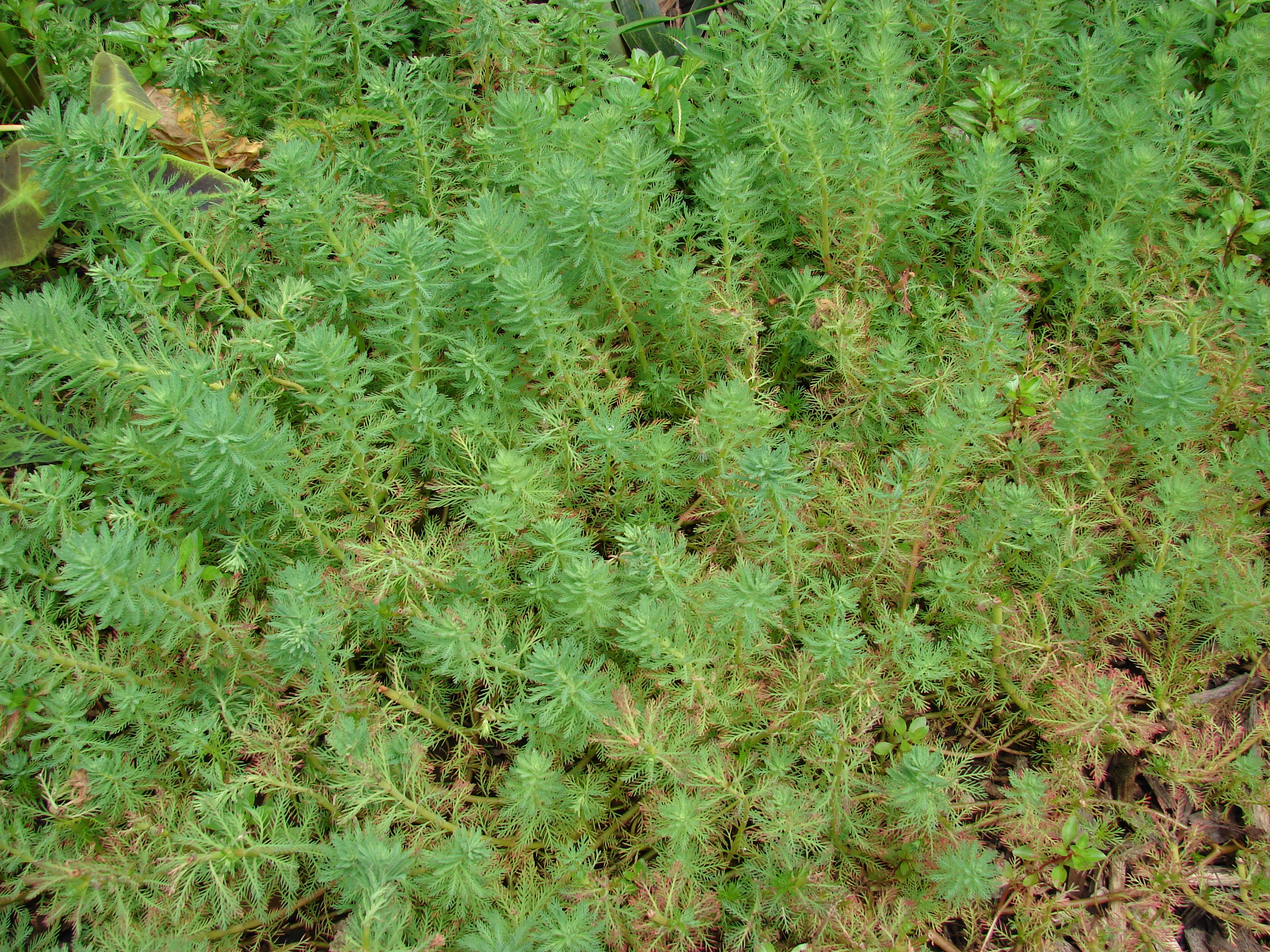
Уруть бразильская (Myriophyllum aquaticum)
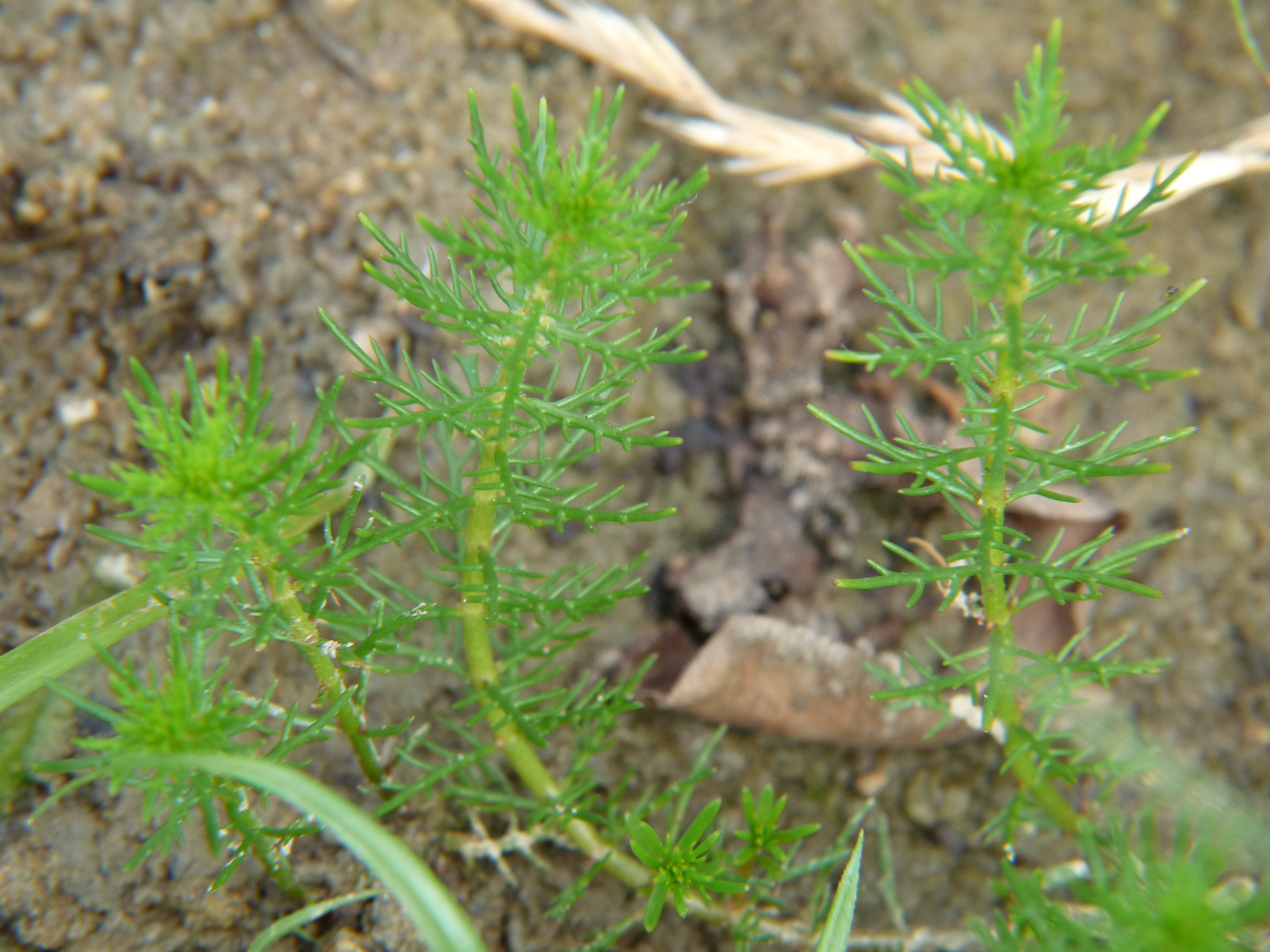
Уруть уссурийская (Myriophyllum ussuriense)
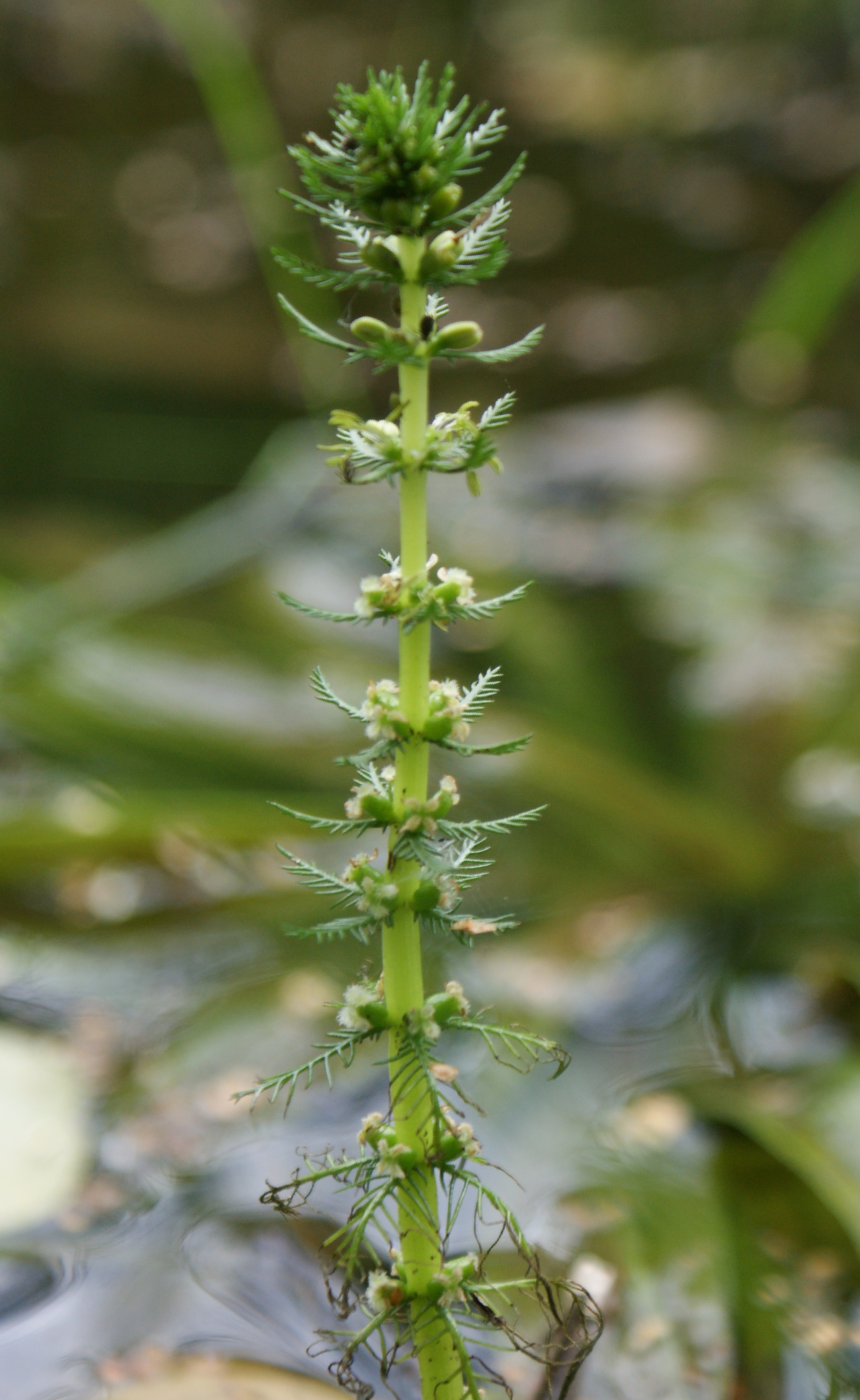
Уруть мутовчатая (Myriophyllum verticillatum)
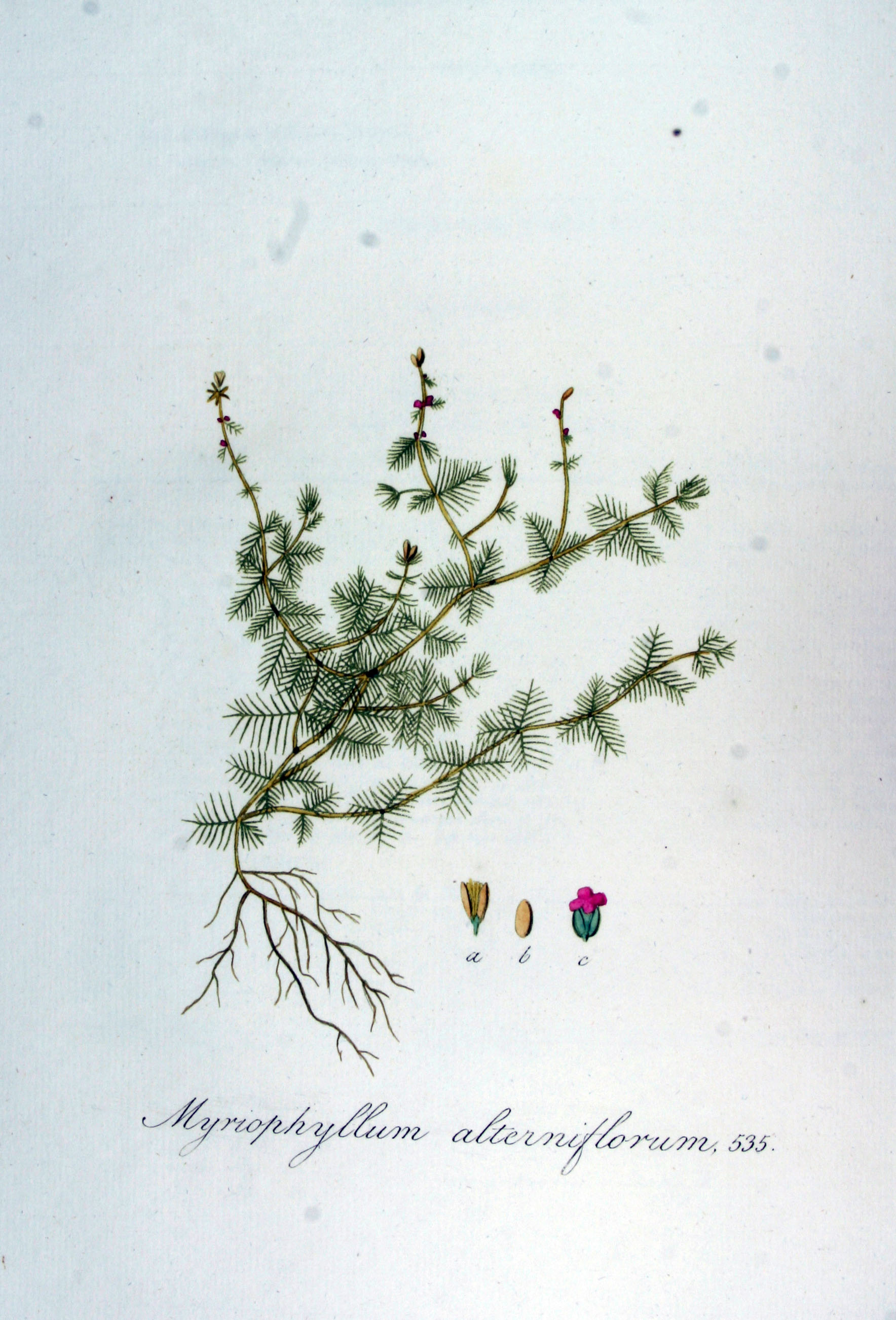
Уруть очерёдноцветковая (Myriophyllum alterniflorum)
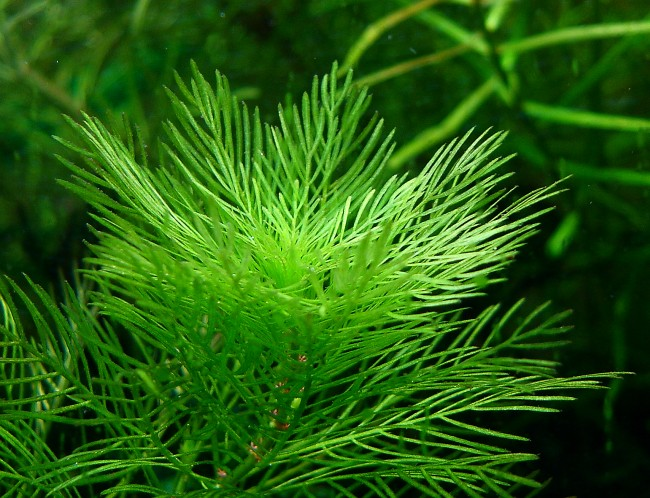
Myriophyllum mattogrossensis
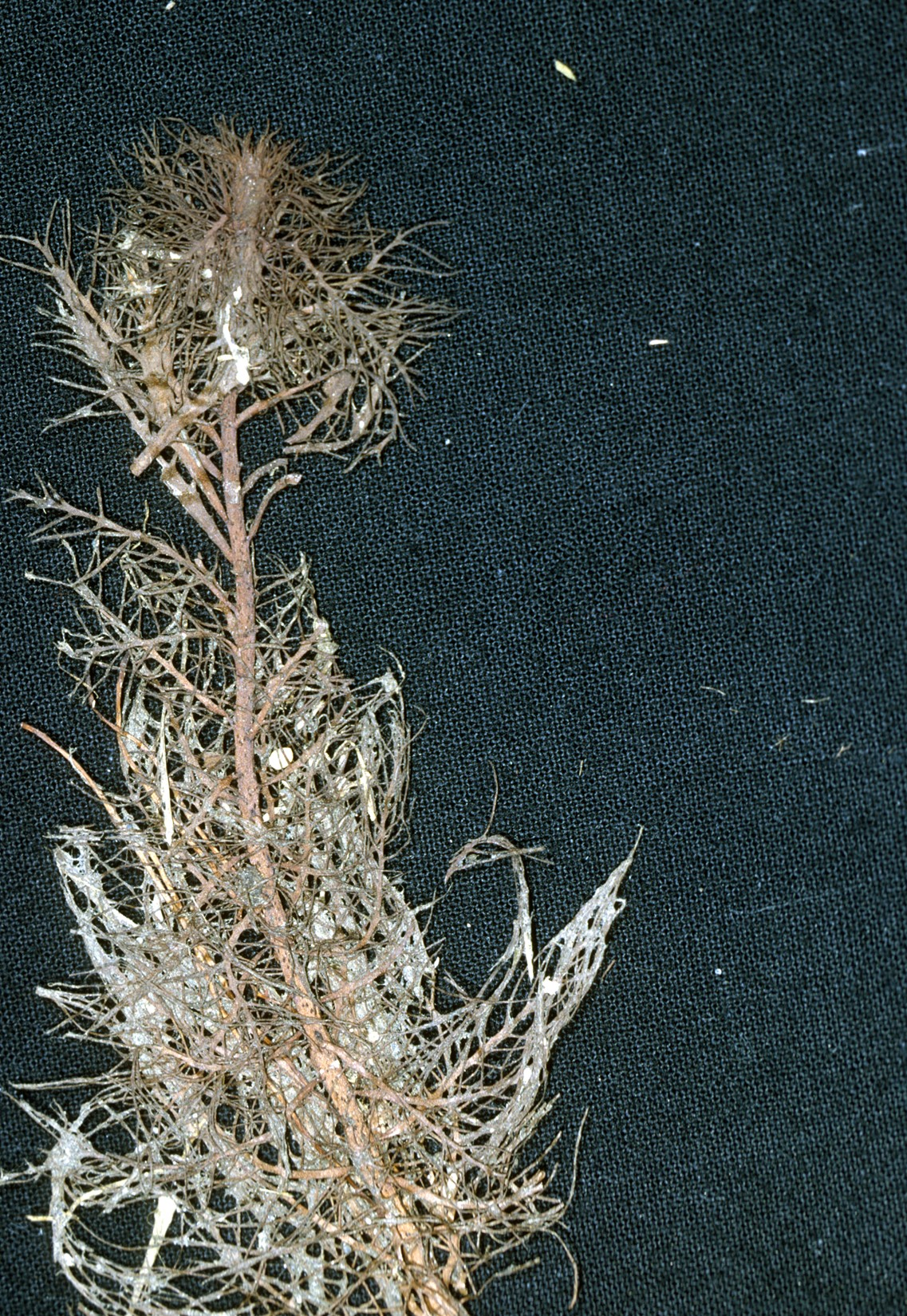
Уруть разнолистная (Myriophyllum heterophyllum)